# St Francis Church (Glasgow)

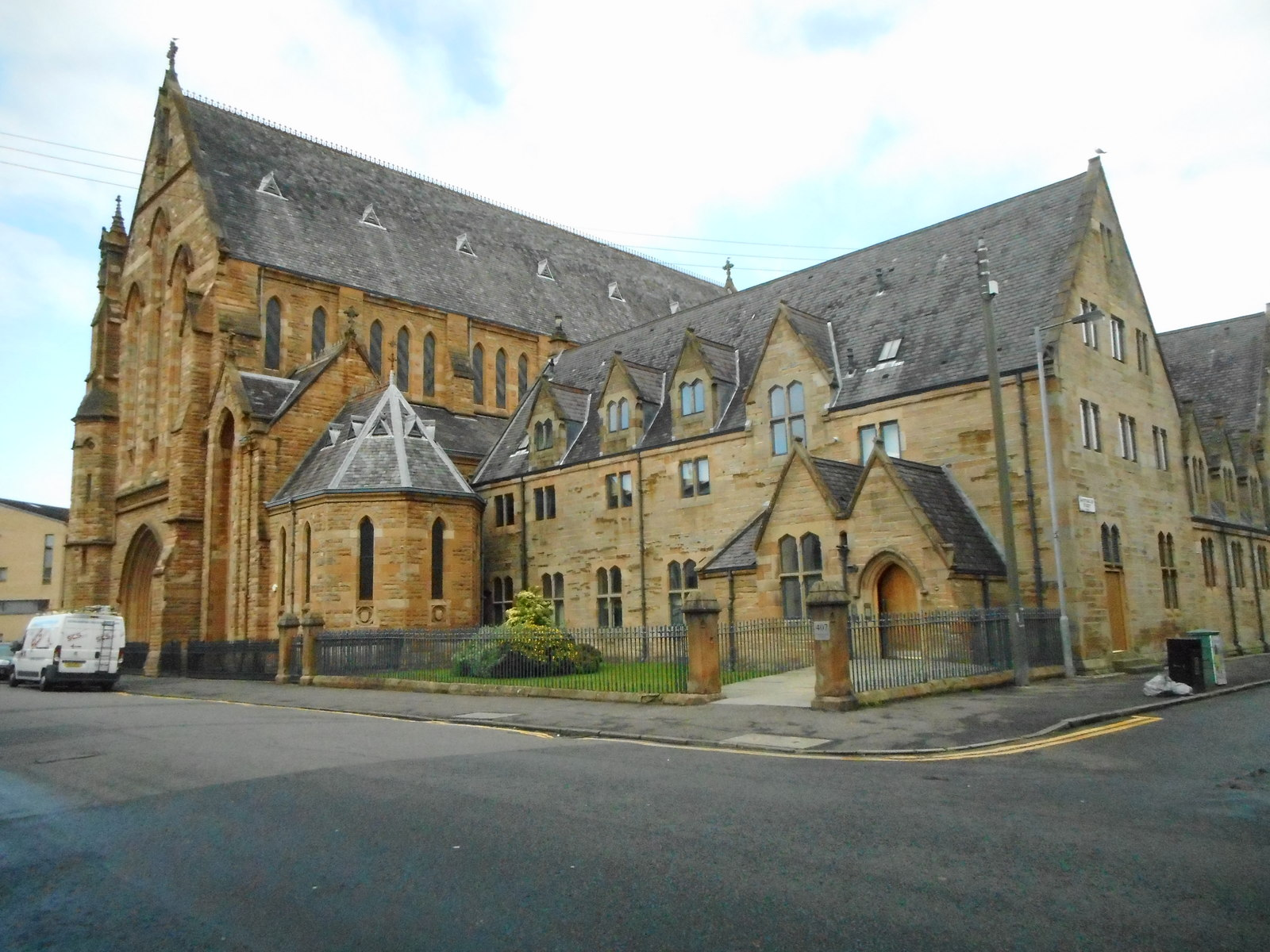
St Francis Church

Die St Francis Church ist ein ehemaliges katholisches Kirchengebäude in der schottischen Stadt Glasgow. 1970 wurde das Bauwerk in die schottischen Denkmallisten in der höchsten Denkmalkategorie A aufgenommen.

## Geschichte
Am Standort wurde im Jahre 1869 ein Franziskanerkloster errichtet. Den Entwurf lieferte der britische Architekt Gilbert Blount. Zwischen 1879 und 1881 entstand die St Francis Church. Für den Entwurf zeichnet Peter Paul Pugin möglicherweise in Zusammenarbeit mit Cuthbert Welby Pugin verantwortlich. 1996 wurde das zwischenzeitlich obsolet gewordene Gebäude zu einem Gemeindezentrum umgebaut. Das ehemalige Kloster beherbergt seitdem ein Seniorenheim.

## Beschreibung
Die St Francis Church steht im südlichen Glasgower Distrikt Hutchesontown an der Einmündung der Sandyfaulds Street in die Cumberland Street. Das Gebäude ist im Stile der späten Neogotik ausgestaltet. Oberhalb des weiten spitzbögigen Hauptportals an der Südfassade erstrecken sich drei hohe Maßwerke. Im Giebeldreieck ruht eine Statue in einer Ädikula. Links tritt ein Treppenturm heraus. Die Seitenschiffe sind mit Eingangstüren und hohen Maßwerken gestaltet. Vom rechten Seitenschiff tritt eine kleine Kapelle halboktogonal heraus. Die abschließenden Dächer sind mit Schiefer eingedeckt. Das rechts gelegene zweistöckige Pfarrhaus ist stilistisch der Kirche angepasst, jedoch schlichter ausgestaltet.